# 히시카리 다카시
히시카리 다카시(일본어: 菱刈隆 히시카리 타카시[*], 1871년 12월 27일~1952년 7월 31일)는 일본 제국 육군 군인이었다.

## 일생
가고시마시 출생으로 일본 육군사관학교를 1894년에 졸업했고 청일 전쟁 중에 일본 제국 육군 제3보병연대에서 근무했다. 전쟁 후 일본 육군대학교에서 공부하고 1902년에 졸업했다. 졸업 후 일본 제국 육군 제26보병연대장에 임명됐다. 대만총독부에서 참모장으로 잠시 일한 후 러일 전쟁에서 제1군 참모장이 됐다. 또한 시베리아 출병 시 연해주에서 볼셰비키 빨치산에 대항하여 활동했다. 1918년 7월 소장, 1928년 8월 중장, 1929년 8월 육군 대장으로 승진했다. 1930년 6월 3일부터 1931년 8월 1일, 1933년 7월 29일부터 1934년 12월 10일까지 관동군 사령관 직을 맡았다.
1934년부터 이듬해까지 군사참의원에 있었고 예비역에 편입되었고 1941년 4월에 완전히 은퇴했다. 1943년부터 죽을 때까지 전일본 검도 협회 회장이었다.